# Charlevoix-Est
Charlevoix-Est ist eine regionale Grafschaftsgemeinde (französisch municipalités régionales de comté, MRC) in der kanadischen Provinz Québec.
Sie liegt in der Verwaltungsregion Capitale-Nationale und besteht aus neun untergeordneten Verwaltungseinheiten (zwei Städte, vier Gemeinden, ein Sprengel und zwei gemeindefreie Gebiete). Die MRC wurde am 1. Januar 1982 gegründet. Der Hauptort ist Clermont. Die Einwohnerzahl beträgt 15.509 (Stand: 2016) und die Fläche 2.307,23 km², was einer Bevölkerungsdichte von 6,7 Einwohnern je km² entspricht.

## Gliederung
Städte (villes)
- Clermont
- La Malbaie

Gemeinden (municipalités)
- Baie-Sainte-Catherine
- Notre-Dame-des-Monts
- Saint-Aimé-des-Lacs
- Saint-Siméon

Sprengel (municipalités de paroisse)
- Saint-Irénée

Gemeindefreie Gebiete (territoires non organisés)
- Mont-Élie
- Sagard

## Angrenzende MRC und vergleichbare Gebiete
- Le Fjord-du-Saguenay
- La Haute-Côte-Nord
- Rivière-du-Loup
- Kamouraska
- Charlevoix